# Xestaspis recurva
Xestaspis recurva är en spindelart som beskrevs av Embrik Strand 1906. Xestaspis recurva ingår i släktet Xestaspis och familjen dansspindlar.
Artens utbredningsområde är Etiopien. Inga underarter finns listade i Catalogue of Life.